# Grange Hill (televisieserie)

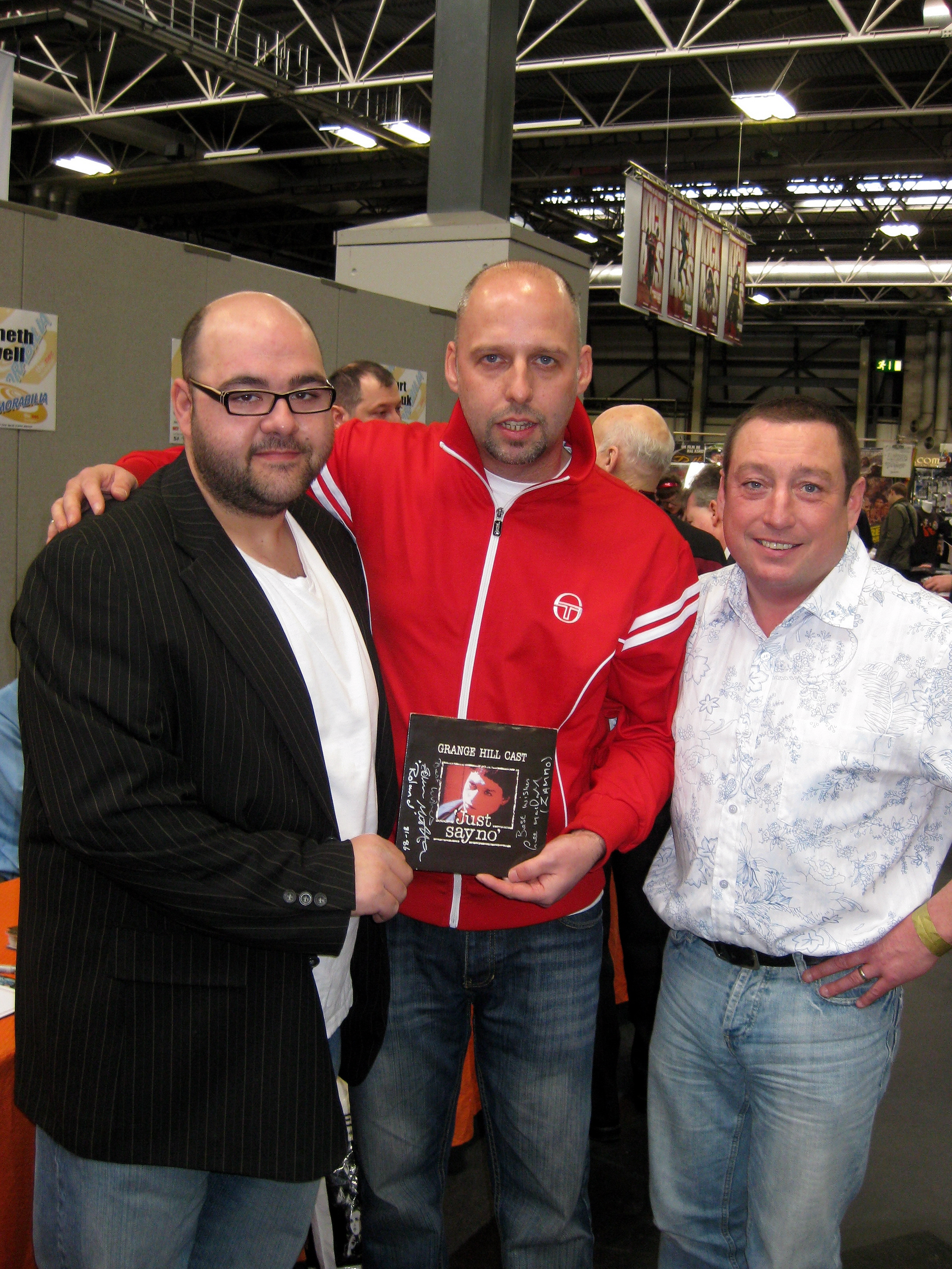
Acteurs Erkan Mustafa (links) en Lee MacDonald (rechts) in maart 2010

Grange Hill is een Britse televisieserie die zich afspeelt op een middelbare school in een fictieve wijk van Londen (Northam). De serie werd van 1978 tot 2008 uitgezonden door de BBC. In Nederland zond de NCRV begin 1982 enkele afleveringen uit onder de titel De Lieverdjes van Grange Hill. 

## Geschiedenis

#### BBC studio: 1978-1985
- Seizoen 1 (1978): Eerste kennismaking met leerlingen als Peter 'Tucker' Jenkins (Todd Carty; later bekend als Mark Fowler uit EastEnders), Alan Humphries (George Armstrong), Tommy Watson (Tommy McCarthy) en Benny Green (Terry Sue-Patt), en leraren als Bridget McClusky en Geoff 'Bullet' Baxter.

- Seizoen 3 (1980): De jongere leerlingen komen in beeld, waaronder Suzanne Ross (Susan Tully), Stewpot Stuart (Mark Burdis), Pogo Patterson en de bullebak Gripper Stebson (Mark Savage). Nadat die laatste twee elkaar te lijf gaan wordt het schooluniform, waar de oudere leerlingen vanaf dachten te zijn, heringevoerd.

- Seizoen 5 (1982): De nieuwe generatie bestaat uit o.a. Zammo Maguire (Lee MacDonald) en Roland Browning (Erkan Mustafa) die vanwege zijn dikke postuur een makkelijk slachtoffer wordt voor Gripper. Tucker, die ondanks het heringevoerd schooluniform in zijn leren jasje blijft rondlopen, vertrekt na het schoolfeest waar hij als rockzanger optreedt. Omdat de kijkers hem missen krijgt Tucker zijn eigen serie (Tucker's Luck; 1983-1985) waarin hij samen met Alan en Tommy het leven als uitkeringsgerechtigde schoolverlater ervaart.

- Seizoen 6 (1983): Gripper wordt extreemrechts (tenminste, dat denkt hij) na de komst van Randir Singh (Kaka Singh) die aanvankelijk met zijn Sikh-geloof worstelt. Ook Roland moet het ontgelden omdat hij er "niet echt Engels" uitziet. Niemand die er om rouwt als Gripper van school wordt gestuurd wordt; twee jaar later keert hij terug voor een inbraak.

#### Elstree studio: 1986-2002
- Seizoen 9 (1986): Zammo ontwikkelt een heroïneverslaving. In het kader van een anti-drugscampagne neemt de cast het nummer Just Say No op en scoort er in Engeland een top 20-hit mee. De acteurs worden uitgenodigd voor een bezoek aan het Witte Huis en blijken er later stiekem een jointje te hebben gerookt.

- Seizoen 13 (1990): De jaren 90 worden ingeluid met een nieuw thema en de leerlingen krijgen een leraar van Nederlandse afkomst voor zich.

- Seizoen 17 (1994): Er worden twee gehandicapte leerlingen geïntroduceerd.

#### Liverpool: 2003-2008
- Seizoen 26 (2003): De opnamen vinden nu in Liverpool plaats. In de eerste aflevering keert Tucker even terug om zijn neefjes Togger en Tigger Johnson naar school te brengen.

- Seizoen 29 (2006): Miss Rawlinson (gespeeld door Allo Allo-actrice Kim Hartman) wordt de nieuwe wiskundelerares.

- Seizoen 30 (2007): De enige afleveringen die alleen op Children's BBC zijn uitgezonden.

- Seizoen 31 (2008): De BBC stopt met Grange Hill omdat het de aansluiting op de belevingswereld van de huidige generatie kinderen heeft verloren.

Speciaal voor het laatste seizoen wordt The Chicken Song weer gebruikt als themalied. In de slotaflevering komt Tucker weer langs om Togger erop te wijzen niet dezelfde fout te maken als hij door voortijdig van school te gaan.

### Wat deden ze erna?
- Todd Carty:

.
- Susan Tully presenteerde het jongerenprogramma Razzmatazz en speelde van 1985 tot 1995 de rol van Michelle Fowler (Carty werd in 1990 haar nieuwe televisiebroer) in EastEnders. Daarna regisseerde Tully de serie Tracey Beaker die in (de) Nederland(se versie) door NPO Zapp werd uitgezonden.

- Mark Savage bleef schurkenrollen spelen; hij deed niet mee aan de documentaire ter gelegenheid van het 20-jarig-jubileum, maar was in 2005 wel aanwezig bij de reünie van de Just Say No-cast.

- Lee MacDonald ging boksen maar moest daar na een auto-ongeluk mee stoppen. Hij is nu slotenmaker.

- Erkan Mustafa, in z'n Grange Hill-tijd een fanatiek rugbyspeler, was begin jaren 90 te zien in de comedyserie Chef!; daarna stopte hij met acteren en ging hij in een platenzaak werken. In 2016 verschenen Erkan Mustafa en Lee MacDonald in een vips-aflevering van Pointless.

- Michelle Gayle speelde in EastEnders de rol van Hattie Tavernier en scoorde in 1994 een hit met Sweetness.

- Terry Sue-Patt speelde in diverse series waaronder Desmond's, welke kapperscomedy in Nederland te zien was bij de VPRO. 22 mei 2015 werd hij op 50-jarige leeftijd dood aangetroffen in zijn woning.

- Mark Farmer stopte eind jaren 80 met acteren om de muziek in te gaan. Naast zijn eigen projecten was hij bassist van skaband Bad Manners. Farmer overleed op 26 april 2016 aan de gevolgen van kanker.